# Urracá (Panama)
Urracá ist ein Corregimiento des Bezirks Santiago in der Provinz Veraguas in Panama. Bei der Volkszählung im Jahr 2023 hatte es 2101 Einwohner. Das Corregimiento erstreckt sich über eine Fläche von 73,6 km².
Das Corregimiento wurde durch Gesetz Nr. 53 vom 22. November 2002 geschaffen.

## Bevölkerung
Die folgende Tabelle zeigt die Bevölkerung des Corregimientos Urracá, wie es in den Volkszählungen 2010 und 2023 erfasst wurde.
| Jahr         | 2010 | 2023 |
| ------------ | ---- | ---- |
| Einwohner    | 1399 | 2101 |
| davon Männer | 730  | 1160 |
| davon Frauen | 669  | 941  |

## Orte
Im Corregimiento Urracá befinden sich folgende Orte:
- Cañazas Arriba
- El Capacho
- Finca El Boquetón
- Finca Galera
- Hato Viejo
- La Dos Mil
- La Peana
- Llano de La Cruz
- Miranda
- Quebrada El Gato
- Quebrada La Pileta
- Residencial Alelí
- Residencial Los Sueños de Santiago
- Tierra Hueca
- Uñate